# Municipio de Sumner (condado de Reno)
El municipio de Sumner (en inglés: Sumner Township) es un municipio ubicado en el condado de Reno en el estado estadounidense de Kansas. En el año 2010 tenía una población de 654 habitantes y una densidad poblacional de 5,81 personas por km².

## Geografía
El municipio de Sumner se encuentra ubicado en las coordenadas 37°47′8″N 97°44′43″O / 37.78556, -97.74528. Según la Oficina del Censo de los Estados Unidos, el municipio tiene una superficie total de 112.53 km², de la cual 105,15 km² corresponden a tierra firme y (6,55 %) 7,37 km² es agua.

## Demografía
Según el censo de 2010, había 654 personas residiendo en el municipio de Sumner. La densidad de población era de 5,81 hab./km². De los 654 habitantes, el municipio de Sumner estaba compuesto por el 97,09 % blancos, el 1,07 % eran amerindios, el 0,15 % eran asiáticos y el 1,68 % eran de una mezcla de razas. Del total de la población el 1,22 % eran hispanos o latinos de cualquier raza.